# Chiesa di Santa Maria Assunta (Campodarsego)
La chiesa di Santa Maria Assunta è la parrocchiale di Campodarsego, in provincia e diocesi di Padova; fa parte del vicariato del Graticolato.

## Storia
La prima citazione della presenza di luoghi di culto a Campodarsego è la decima papale del 1297, in cui sono menzionate le due cappelle di San Martino e di Santa Maria, entrambe filiali della pieve di San Giorgio delle Pertiche.

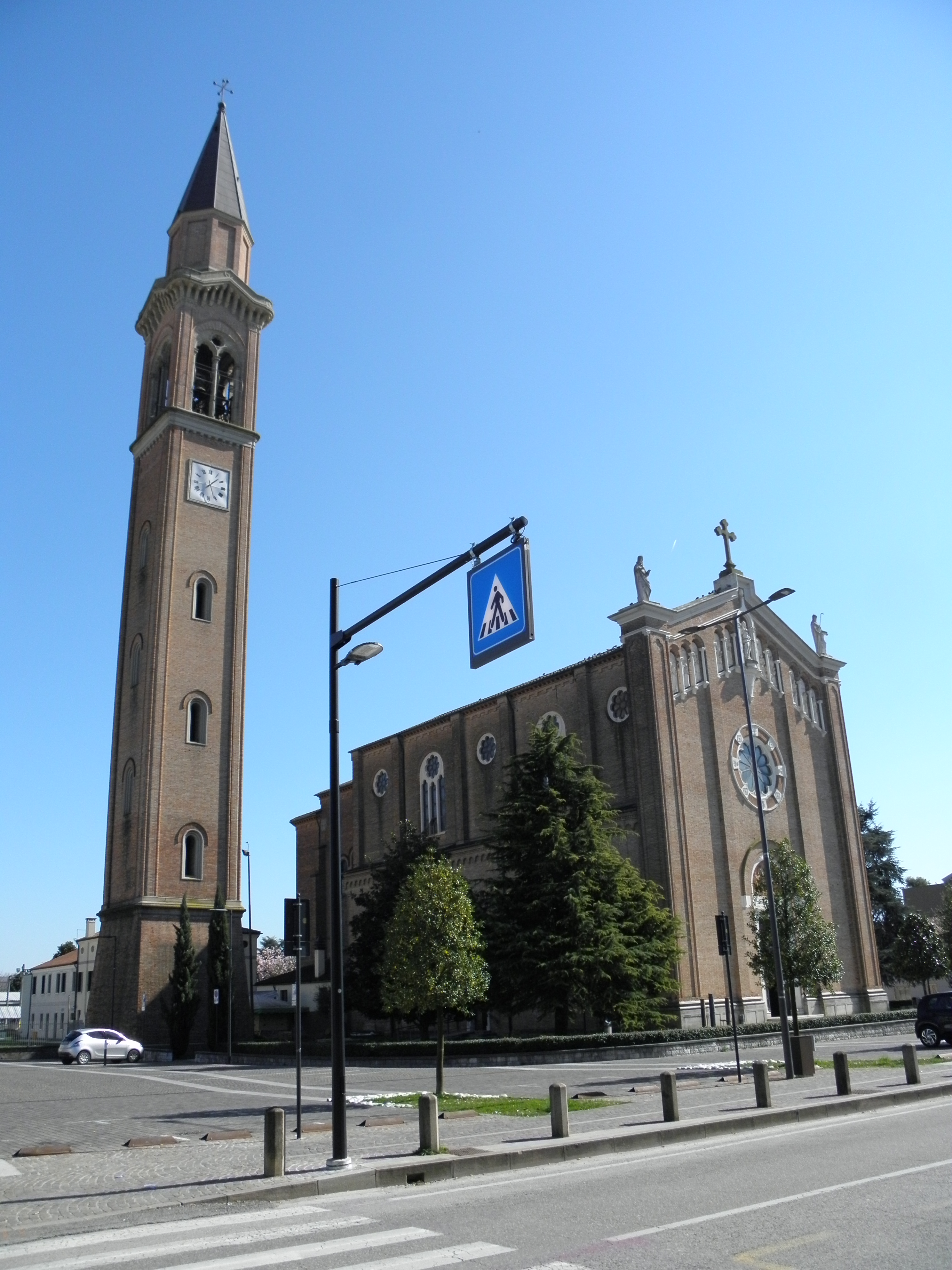
La chiesa e il campanile

La chiesa di Santa Maria venne ricostruita presumibilmente nel XVIII secolo, come si evince dall'anno in cui fu consacrata, ovvero il 1795.
All'inizio del Novecento questo edificio versava in pessime condizioni e, così, si decise di riedificarlo. I lavori iniziarono nel 1904, per poi venir portati a compimento nel 1908, anno in cui le due parrocchie di Santa Maria e San Martino furono unite; la consacrazione venne celebrata nel 1945.

## Descrizione

### Esterno
La facciata a capanna della chiesa, rivolta a ponente e scandita da paraste, presenta centralmente il portale d'ingresso, sovrastato dalla lunetta contenente un bassorilievo con San Martino e il povero, eseguito nel 1983 da Giuseppe Gato, e il rosone, mentre sotto le linee degli spioventi corre una fila di loggette ospitanti dei rilievi e una statua; il prospetto è coronato da due statue.
A una decina di metri dalla parrocchiale si erge su un alto basamento a scarpa il campanile a pianta quadrata; la cella presenta su ogni lato una bifora ed è coronata dalla guglia piramidale poggiante sul tamburo.

### Interno
L'interno dell'edificio si compone di un'unica navata, al termine della quale si sviluppa il presbiterio, ospitante l'altare maggiore e chiuso dall'abside poligonale.
Qui sono conservate diverse opere di pregio, tra le quali il mosaico raffigurante la Vergine incoronata da due angeli, risalente alla prima metà del Novecento, e quello ritraente Gesù Cristo risorto e benedicente, eseguito nel 1992 da Angelo Gatto.